# Shinjuku Nomura Building
Le Shinjuku Nomura Building (新宿野村ビル, Shinjuku Nomura Biru) est un gratte-ciel haut de 209 m situé dans le quartier d'affaires de Nishi Shinjuku à Tokyo.
Il abrite au sein de son 39e étage le siège social de Keihin.